# John Baptist Wu
John Baptist Wu (en chino: 胡振中, romanizado: Hu Cheng-chung; Ho Hau, Cantón, 26 de marzo de 1925 - Hong Kong, 23 de septiembre de 2002) fue un sacerdote católico chino nombrado obispo de Hong Kong y cardenal por el papa Juan Pablo II, siendo en sus últimos años una figura muy relevante en las relaciones entre la Santa Sede y la República Popular de China.

## Biografía
Wu nació en el pueblo de Ho Hau, en el condado de Wuhua de la Provincia de Cantón, entonces parte de la República de China. Fue bautizado en la iglesia parroquial del pueblo (la zona recibió misioneros jesuitas en los siglos anteriores). En la misma parroquia realizará sus estudios primarios.
Se unió al seminario menor de Jiaying en 1940, siendo ordenado sacerdote el 6 de julio de 1952.
El 23 de julio de 1974, debido a la muerte del hasta entonces obispo de Hong Kong, Peter Lei, el papa Pablo VI lo nombró quinto obispo de Hong Kong, siendo consagrado en la Catedral de la Inmaculada Concepción.
En 1985, consiguió que las autoridades chinas permitiesen a su grupo de renovación religiosa visitar Pekín y Shanghái, convirtiéndose en el primer obispo de Hong Kong en visitar oficialmente la China continental desde el final de la guerra civil china.
El 21 de enero de 1986 se le permitió realizar un segundo viaje de visitas, teniendo esta vez como destino Cantón, la capital de su región natal.
El 28 de junio de 1988, en el cuarto consistorio del papa Juan Pablo II, fue nombrado cardenal recibiendo el título cardenalicio de Cardenal presbítero de Beata Virgen María del Monte Carmelo en Mostacciano, un nombramiento del que fue avisado el 29 de mayo del mismo año.
Tras los sucesos de las protestas de la plaza de Tiananmén de 1989, escribió una carta dirigida a todos los obispos del Mundo en la que solicitaba que éstos pidieran por la justicia, el orden y la democracia en la R.P. de China.
Previo a la Transferencia de soberanía de Hong Kong, Wu se mostró abiertamente a favor de la participación democrática de los hongkoneses en las elecciones al Consejo Legislativo. Tras la conversión de Hong Kong en una región administrativa especial de la China comunista, Wu se convirtió en un agente importante para las relaciones diplomáticas entre la Santa Sede y Pekín.
El 9 de diciembre de 1996 consagró a su sucesor, Joseph Zen Ze-kiun, nombrado obispo coadjutor de Hong Kong el 9 de octubre de 1996 por parte de Juan Pablo II, un obispo que llegó a ser mencionado como papable por Leonardo Boff.
En 2000, llevó a cabo la ceremonia de canonización de 120 ciudadanos chinos, pese a la oposición frontal del Gobierno de la República Popular China.
En 2001 hizo una defensa pública de los seguidores del Falun Gong en Hong Kong, luego de que las autoridades de la región comenzasen a perseguirles acusándoles de actividades subversivas contra los intereses gubernamentales.
El 23 de septiembre de 2002 fallecería a los 77 años en el Hospital Queen Mary de Hong Kong tras una larga temporada aquejado de cáncer y diabetes. Fue enterrado en el cementerio católico de San Miguel. En septiembre de 2022, 20 años después de su muerte, sus restos fueron trasladados a la Catedral de la Inmaculada Concepción.